# Stebni
Stebni (także Stebne, ukr. Стебні) – wieś na Ukrainie, w obwodzie czerniowieckim, w rejonie putylskim, w radzie wiejskiej Dowhopilla. W 2001 roku liczyła 517 mieszkańców.

## Geografia
Miejscowość położona nad brzegiem Białego Czeremoszu, w rejonie Karpat Pokucko-Bukowińskich. Po drugiej stronie rzeki na północny zachód od Stebni leży wieś Stebne.

## Historia
Stebni leżą na terenie krainy historycznej Bukowina i wchodziły w skład Hospodarstwa Mołdawskiego. W styczniu 1775 roku, po wojnie rosyjsko-tureckiej (1768-1774) i traktacie w Küczük Kajnardży, weszły w ramach Księstwa Bukowiny w skład monarchii Habsburgów. 
Po wkroczeniu do Bukowiny wojsk rumuńskich 27 listopada 1918 roku wieś Stebni stała się częścią Królestwa Rumunii. Należała do okręgu Radowce (Județul Rădăuți). Większość ludności stanowili wtedy Ukraińcy. W pobliżu przebiegała granica polsko-rumuńska.
W wyniku Paktu Ribbentrop-Mołotow (1939) północna Bukowina została zaanektowana przez ZSRR 28 czerwca 1940 roku. Stebni były ponownie częścią Rumunii w okresie 1941/44. Po ponownym wkroczeniu Armii Czerwonej w 1944 roku zostały włączone do składu Ukraińskiej SRR.
Od 1991 roku wieś jest częścią niezależnej Ukrainy.